# Klokkarvik
Klokkarvik es una localidad del municipio de Sund en la provincia de Hordaland, Noruega. Se ubica en la parte sur de la isla deSotra, a unos 40 minutos de la ciudad de Bergen. Está en la confluencia de los fiordos de Raunefjorden, Fanafjorden y Korsfjorden, en conjunto con las islas de Lerøyna y Bjelkarøyna.
Tiene una superficie de 0,62 km² y unos 677 habitantes. Es la sede de la iglesia de Sund.